# ジョージ・ケペッシュ
ジョージ・ケペッシュ 、ケペシュ・ジェルジ（György Kepes, ハンガリー語: Kepes György, 1906年10月4日 – 2001年12月29日）は、ハンガリーとアメリカ合衆国の美術家、デザイナー、美術理論家、教育者。

## 生涯
- 1906年 ハンガリー・レーリンツィ（Lőrinci）に生まれる。
- 1924年-1928年 ブダペストの王立美術学院で学ぶ。
- 1930年 ベルリンに移る。同じハンガリー出身で、バウハウスで教鞭を執っていたモホリ＝ナジ・ラースローのデザインスタジオに招かれる。
- 1936年 モホリ＝ナジがロンドンにスタジオを移したのをきっかけにケペッシュもロンドンに移動する。
- 1937年  ニュー・バウハウス (New Bauhaus) に、教員として招聘される。（1943年まで）
- 1947年　MITの建築科に招聘され視覚デザインを担当する。

## ニュー・バウハウス時代 （New Bauhaus）
ニュー・バウハウス は1937年にシカゴにモホリ＝ナジが初代校長として設立したデザイン学校である。これが現在のイリノイ工科大学 となる。
ケペッシュは、モホリ＝ナジによって、色彩と光の領域の教員として招聘された。1943年まで。

## MIT時代
MITでは、ノーバート・ウィーナー、マルセル・ブロイヤー、バックミンスター・フラー、ヴァルター・グロピウス、チャールズ・イームズ、エリク・H・エリクソン、ジェローム・ワイズナー等、科学者、数学者、教育者、心理学者など異分野の専門家との関係を持ちながら教鞭を執った。
今までの抽象絵画から、電子顕微鏡、レントゲン、ソナー、レーダー、赤外線センサー、高度天体望遠鏡などハイテクを使った新しい美術へと挑戦していった。その態度が、また、MITの若い建築科学生たちに影響した。
後のMITのCAVS (Center for Advanced Visual Studies) になる。（1968年）
生徒には、ケヴィン・リンチ、ピオトル・コワルスキーなどがいた。